# Bishopiana hypoarctica
Bishopiana hypoarctica là một loài nhện trong họ Linyphiidae.
Loài này thuộc chi Bishopiana. Bishopiana hypoarctica được Kirill Yuryevich Eskov miêu tả năm 1988.